# Dzień Świętości Życia
Dzień Świętości Życia – święto obchodzone 25 marca przez Kościół katolicki w Polsce (również przez niektóre Kościoły lokalne oraz niektóre kraje świata), w celu przypomnienia o nadrzędnej wartości życia ludzkiego.

## Historia
Dzień Świętości Życia został ustanowiony w odpowiedzi na słowa Jana Pawła II z encykliki Evangelium Vitae (ogłoszonej 25 marca 1995): 
proponuję (...) aby corocznie w każdym kraju obchodzono Dzień Życia (...) Trzeba, aby dzień ten był przygotowany i obchodzony przy czynnym udziale wszystkich członków Kościoła lokalnego. Jego podstawowym celem jest budzenie w sumieniach, w rodzinach, w Kościele i w społeczeństwie świeckim wrażliwości na sens i wartość ludzkiego życia w każdym momencie i każdej kondycji. należy zwłaszcza ukazywać, jak wielkim złem jest przerywanie ciąży i eutanazja, nie należy jednak pomijać innych momentów i aspektów życia, które trzeba każdorazowo starannie rozważyć w kontekście zmieniającej się sytuacji historycznej.
Idea postulowanego przez Jana Pawła II dotyczy szerokiego wachlarza problemów związanych z szacunkiem dla każdego życia. Trzeba brać po uwagę „[...] radość z narodzin nowego życia, poszanowanie i wolę obrony każdego ludzkiego istnienia, troskę o cierpiącego i potrzebującego, bliskość z człowiekiem starym i umierającym, współczucie w żałobie, nadzieję i pragnienie nieśmiertelności”.
W odpowiedzi na apel Jana Pawła II Episkopat Polski podjął w roku 1998 uchwałę, że w Polsce Dzień Świętości Życia będzie obchodzony 25 marca.
W roku 2008, ze względu na kalendarz liturgiczny, uroczystość Zwiastowania Pańskiego, a tym samym i Dzień Świętości Życia, zostały przeniesione na poniedziałek po Drugiej Niedzieli Wielkanocnej.
Obok Dnia Świętości Życia, decyzją polskiego Sejmu RP został ustanowiony w 2004 roku Narodowy Dzień Życia obchodzony 24 marca.

## Na świecie
W każdą trzecią niedzielę stycznia od 1984 r. w USA obchodzi się Narodowy Dzień Świętości Ludzkiego Życia, ustanowiony przez ówczesnego prezydenta Ronalda Reagana. Jest on częścią przygotowań do organizowanego 22 stycznia każdego roku Marszu dla Życia – protestu przeciw legalności aborcji w USA.
Salwador w 1993 r. był pierwszym krajem, który zaczął oficjalnie świętować 25 marca jako Dzień Prawa do Narodzin. Po opublikowaniu Evangelium vitae inne państwa zainicjowały oficjalne obchody tego święta pod różnymi nazwami, np. w 1998 r. w Argentynie Dzień Nienarodzonego Dziecka, w 1999 r. w Chile Dzień Poczętego i Nienarodzonego Dziecka, w Gwatemali Narodowy Dzień Nienarodzonego Dziecka i w Kostaryce Narodowy Dzień Życia przed Narodzeniem, a później Dzień Nienarodzonego Dziecka w 2000 r. w Nikaragui, w 2001 r. w Dominikanie, w 2002 r. w Peru, w 2003 r. w Paragwaju, w 2004 r. na Filipinach, w 2005 r. w Hondurasie, w 2006 r. w Ekwadorze i w 2018 r. w Portoryko.